# Palmer (film)
Palmer è un film del 2021 diretto da Fisher Stevens.

## Trama
L'ex prodigio del football Eddie Palmer dopo 12 anni di carcere torna in libertà e, una volta giunto a casa, farà la conoscenza di Sam, un ragazzo con una famiglia travagliata alle spalle. Il passato di Eddie però rischierà di rovinare la vita di Sam. 

## Distribuzione
Il film è stato distribuito sulla piattaforma Apple TV+ a partire dal 29 gennaio 2021.